# Анемохория
Анемохория (от греч. άνεμος — ветер и χωρέω — иду, распространяюсь) — распространение диаспор (плодов, семян, спор и других зачатков растений) воздушными течениями. Является приспособительным признаком семян и плодов.
Анемохории способствуют малые размеры и небольшой вес семян (орхидные, заразиховые), а также волоски на семенах и плодах (ивы, тополя), крылатые выросты (вязы, ясени, клёны), ости (ковыли) и другие приспособления. Лёгкие семена с крылатками распространяются на расстояния от 20-30 метров (липа, ясень, клён, пихта), до нескольких десятков (сосна, ель, ольха, лиственница), сотен метров (берёза, осина, ива) и даже километров.